# Maurice Quentin de La Tour
Maurice Quentin de La Tour, (Saint-Quentin, 5. rujna 1704. – Saint-Quentin, 17. veljače 1788.), francuski slikar i portretist, posebno poznat po slikanju pastelom. Djelovao je tijekom razdoblja kasnog rokokoa.

## Životopis
Rodio se 5. rujna 1704. kao sin glazbenika. U dobi od petnaest godina otputovao je u Pariz gdje je završio studij umjetnosti 1727. godine. Bio je učenik flamanskog slikara Jacquesa Spoedea. Pozvan je u dvorac Versailles da naslika portret kralja Luja XV., te tako postao dvorski slikar. Pastelom je portretirao važne osobe iz političkih i aristokratskih krugova poput: J. J. Rousseaua, markize de Pompadour, F. Voltairea, d’Alemberta, Madame Boucher.
U njegovim slikama je pastelom oslikan bogat i raskošan dekor i kićeni, skupocjeni kostimi na osobama. Za Luja XV. je slikao od 1750. do 1773.
Pri kraju života je postao mentalno poremećen. Zbog toga je 1784. poslan na kućnu njegu u njegov rodni grad Saint-Quentin, gdje je i umro.

## Galerija djela
- Luj XV.
- Jean-Jacques Rousseau
- Jean le Rond D'Alembert
- Markiza de Pompadour

## Vanjske poveznice
- Maurice Quentin de La Tour (Hrvatska enciklopedija)